# Liste der Monuments historiques in Thicourt
Die Liste der Monuments historiques in Thicourt führt die Monuments historiques in der französischen Gemeinde Thicourt auf.

## Liste der Bauwerke
| Bezeichnung     | Beschreibung            | Standort              | Kennzeichnung | Schutzstatus | Datum | Bild |
| --------------- | ----------------------- | --------------------- | ------------- | ------------ | ----- | ---- |
| Kirche St-Denis | aus dem 12. Jahrhundert | Rue de la Tour (Lage) | PA00107009    | Classé       | 1930  |      |